# Xylotrechus sellatus
Xylotrechus sellatus là một loài bọ cánh cứng trong họ Cerambycidae.